# Jack E. Bresenham
Jack E. Bresenham, né le 11 octobre 1937 à Clovis, au Nouveau-Mexique, États-Unis est un professeur d'informatique. Il a pris sa retraite après 27 ans de services chez IBM. Il a enseigné pendant 10 ans  à l'université de Winthrop et possède neuf brevets.
Bresenham est surtout connu pour son algorithme de tracé de segment qu'il a développé en 1962. C'est l'un des premiers algorithmes découvert dans le domaine de la synthèse d'image.
Il est aussi l'auteur d'un algorithme de tracé d'arc de cercle sur image matricielle.

## Publications
- (en) Jack Bresenham, « A linear algorithm for incremental digital display of circular arcs », Communications of the ACM, vol. 20, no 2,‎ février 1977, p. 100-106 (DOI 10.1145/359423.359432)